# Salornay-sur-Guye
Salornay-sur-Guye é uma comuna francesa na região administrativa de Borgonha-Franco-Condado, no departamento Saône-et-Loire. Estende-se por uma área de 11,05 km². Em 2010 a comuna tinha 884 habitantes (densidade: 80 hab./km²).